# مارك كرايغ
مارك كرايغ (بالإنجليزية: Mark Craig)‏ (23 مارس 1987 في نيوزيلندا - ) هو لاعب كريكت نيوزلندي. شارك مع منتخب نيوزيلندا الوطني للكريكت. أما مع النوادي، فقد لعب مع فريق أوتاغو للكريكت ‏.

## وصلات خارجية
- مارك كرايغ على موقع إي آس بي آن كريك إنفو (الإنجليزية)